# Serica wrasei
Serica wrasei är en skalbaggsart som beskrevs av Ahrens 2007. Serica wrasei ingår i släktet Serica och familjen Melolonthidae. Inga underarter finns listade i Catalogue of Life.